# Raspad države
Raspad države ili latinizam dismembracija označava raspad ili podjelu države na dvije ili više novih država. Bivša država prestaje postojati, dok bi nakon odcjepljenja ostala kao subjekt međunarodnog prava.

## Primjeri
Raspad Čehoslovačke: Kada je 31. prosinca 1992. prestala je postojati, i Češka i Slovačka natjecala se kao države nasljednice za članstvo u Ujedinjenih naroda. 
Država koja je postojala na području današnje Srbije i Crne Gore, nazivala se "Savezna Republika Jugoslavija", smatrala se nasljednicom Socijalističke Federativne Republike Jugoslavije (SFRJ) zbog navodne secesije bivše države. Pitanje je raspravljano u međunarodnom pravu. Argument Jugoslavije nije bio prihvaćen od strane međunarodne zajednice. Arbitražna komisija Mirovne konferencije o Jugoslaviji, Badinterova komisija, je zauzela stajalište da se SFRJ raspala u potpunosti. Slijedom toga, Savezna Republika Jugoslavija na temelju međunarodnog prava nije identična s njom.